# Gran Premio di Svizzera 1994
Il Gran Premio di Svizzera 1994, ottantunesima edizione della corsa, valido come ottavo evento della Coppa del mondo 1994, si svolse il 21 agosto 1994 su un percorso di 243,6 km. Venne vinto dall'italiano Maurizio Fondriest al traguardo con il tempo di 6.14'11" alla media di 39,061 km/h.
Alla partenza a Basilea erano presenti 189 ciclisti, di cui 115 portarono a termine il percorso.

## Ordine d'arrivo (Top 10)
| Pos. | Corridore            | Squadra       | Tempo    |
| ---- | -------------------- | ------------- | -------- |
| 1    | Gianluca Bortolami   | Lampre        | 6h14'11" |
| 2    | Johan Museeuw        | GB-MG Magl.   | s.t.     |
| 3    | Maurizio Fondriest   | Lampre        | s.t.     |
| 4    | Claudio Chiappucci   | Carrera Jeans | s.t.     |
| 5    | Bjarne Riis          | Gewiss        | s.t.     |
| 6    | Felice Puttini       | Brescialat    | s.t.     |
| 7    | Pascal Richard       | GB-MG Magl.   | s.t.     |
| 8    | Giorgio Furlan       | Gewiss        | s.t.     |
| 9    | Lance Armstrong      | Motorola      | s.t.     |
| 10   | Francesco Casagrande | Mercatone Uno | s.t.     |